# Ernst Lehner
Ernst Lehner (Augsburgo, Imperio alemán, 7 de noviembre de 1912 - Aschaffenburg, Alemania Federal, 10 de enero de 1986) fue un jugador y entrenador de fútbol alemán. En su etapa como jugador profesional se desempeñaba como delantero.
El estadio del TSV Schwaben Augsburg lleva su nombre en su honor.

## Selección nacional
Fue internacional con la selección alemana en 65 ocasiones y convirtió 31 goles. Formó parte de la selección que obtuvo el tercer lugar en la Copa del Mundo de 1934. Disputó 4 partidos y convirtió 2 goles. En el partido contra Austria por el tercer puesto (victoria alemana por 3-2), anotó un gol a los 25 segundos de juego. El tanto fue por 28 años el gol más rápido en la historia de los mundiales, hasta que el delantero checoslovaco Václav Mašek batió el récord al convertir un gol a los 16 segundos en la Copa del Mundo de 1962. En la actualidad, el récord lo ostenta el turco Hakan Şükür, quien convirtió a los 11 segundos en la Copa Mundial de 2002.

### Participaciones en Copas del Mundo
| Mundial                        | Sede    | Resultado        | Partidos | Goles |
| ------------------------------ | ------- | ---------------- | -------- | ----- |
| Copa Mundial de Fútbol de 1934 | Italia  | Tercer lugar     | 4        | 2     |
| Copa Mundial de Fútbol de 1938 | Francia | Octavos de final | 2        | 0     |

### Participaciones en Juegos Olímpicos
| Olimpiada                       | Sede          | Resultado        | Partidos | Goles |
| ------------------------------- | ------------- | ---------------- | -------- | ----- |
| Juegos Olímpicos de Berlín 1936 | Alemania nazi | Cuartos de final | 1        | 0     |

## Clubes

### Como jugador
| Club                   | País             | Año       |
| ---------------------- | ---------------- | --------- |
| TSV Schwaben Augsburg  | Alemania nazi    | 1929-1940 |
| Blau-Weiß 90 Berlin    | Alemania nazi    | 1940-1942 |
| TSV Schwaben Augsburg  | Alemania nazi    | 1942-1945 |
| TSV Schwaben Augsburg  | Alemania ocupada | 1945-1947 |
| Viktoria Aschaffenburg | Alemania Federal | 1947-1951 |

### Como entrenador
| Club                   | País             | Año       |
| ---------------------- | ---------------- | --------- |
| Viktoria Aschaffenburg | Alemania Federal | 1951      |
| Viktoria Aschaffenburg | Alemania Federal | 1952-1953 |
| FC Hanau 93            | Alemania Federal | ¿-?       |
| SV Darmstadt 98        | Alemania Federal | 1961-1966 |

## Palmarés

### Como jugador

#### Campeonatos regionales
| Título                     | Club                | País          | Año  |
| -------------------------- | ------------------- | ------------- | ---- |
| Gauliga Berlin-Brandenburg | Blau-Weiß 90 Berlin | Alemania nazi | 1942 |

### Como entrenador

#### Campeonatos regionales
| Título             | Club            | País             | Año  |
| ------------------ | --------------- | ---------------- | ---- |
| Amateurliga Hessen | SV Darmstadt 98 | Alemania Federal | 1962 |
| Amateurliga Hessen | SV Darmstadt 98 | Alemania Federal | 1964 |

## Condecoraciones
| Distinción                                                                   | Año  |
| ---------------------------------------------------------------------------- | ---- |
| Cruz de Caballero de la Orden del Mérito de la República Federal de Alemania | 1971 |
| Carta de Honor de la ciudad de Aschaffenburg                                 | 1972 |